# بحر رمال كالانشيو

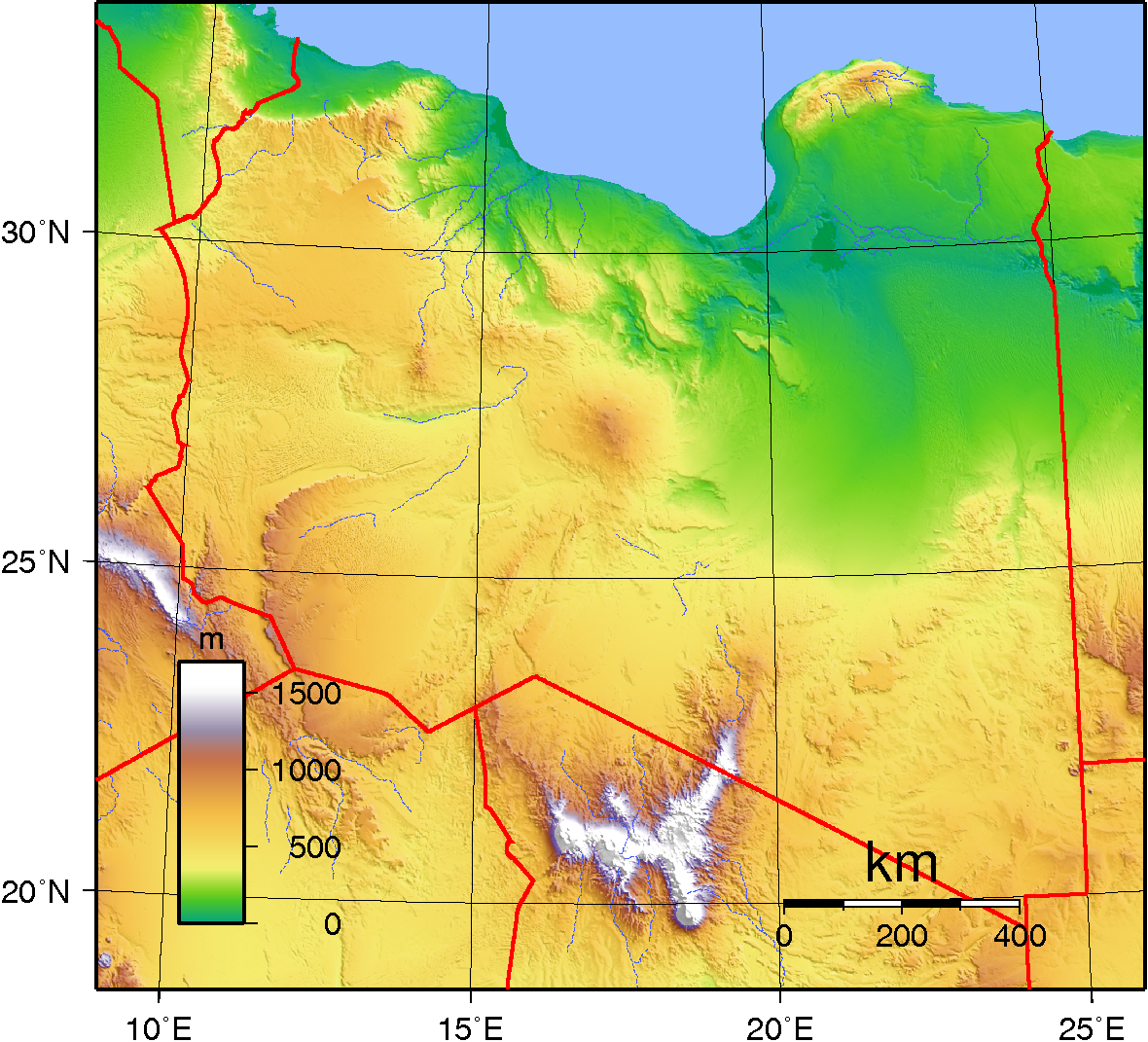
طبوغرافية ليبيا

بحر رمال كالانشيو هو منطقة صحراء رملية تقع في الصحراء الليبية، من منطقة الكفرة في برقة، شرق ليبيا. تبلغ مساحته حوالي 62000 كيلومتر مربع. ويمتد العرق من الجغبوب وجالو شمالاً حتى الكفرة جنوباً بمسافة 500 كم.
يقع العرق موازيًا لـبحر الرمال الأعظم ومجاورًا لها في نهاياتها الشمالية. تحتوي على كثبان؛ بارتفاع 110 أمتار؛ تقع هذه الكثبان في اتجاه الشمال والجنوب تقريبًا، وقد تكونت بفعل الرياح.
بحررمال كالانشيو هو موقع كونسوليدياتيد بي 24 ليبراتور المفقودة في الحرب العالمية الثانية. اكتشف الحطام شمال الكفرة ب200 كـم (120 ميل)؛ بعد 15 عامًا من عن عام 1943. هبط طاقم الطائرة بالمظلات؛ معتقدين أنهم كانوا فوق البحر. عندما هبطوا في الصحراء الليبية؛ شعروا بنسيم شمالي غربي. فاعتقدوا أنهم بالقرب من البحر الأبيض المتوسط، فتوجهوا مع الريح. ولكن كانوا على بعد أكثر من 640 كم من البحر الأبيض المتوسط، وماتوا ببطء من الجفاف بعد أن قطعوا 130 كم بأقل قدر من المياه في مكان جاف للغاية.